# Prescott (Arkansas)
Prescott ist eine Stadt und County Seat im Nevada County des US-amerikanischen Bundesstaates Arkansas. 2010 lebten in der Stadt etwa 3300 Menschen.
Prescott ist Teil der sozioökonomischen Region Ark-La-Tex, die zwischen den Bundesstaaten Arkansas, Louisiana, Oklahoma und Texas entstanden ist.

## Geschichte
Die Stadt wurde 1873 während der Errichtung der Cairo & Fulton Railroad gegründet und am 6. Oktober 1874 in das County eingegliedert. Ursprünglich bestand die Stadt aus 48 Blöcken, die sich jeweils zur Hälfte beidseitig der Eisenbahntrasse befanden. Die Straßen wurden, ausgehend vom Verlauf der Trasse, in einem Gittermuster entlang dieser errichtet.
Die Stadt wuchs recht schnell, da der Eisenbahnverkehr einen zuverlässigen Transport lokaler Güter zu größeren Märkten gewährleistete. Bereits im November 1873 öffnete das erste Postamt, zwei Jahre später wurde mit The Banner die erste Lokalzeitung gegründet. Wegen der zunehmenden Bedeutung der Stadt wurde 1877 der County Seat hierher verlegt. In den späten 1890er Jahren verfügte Prescott über ein eigenes Telefonsystem sowie eine Wasserversorgung.
Wie in vielen anderen amerikanischen Städten, die an Eisenbahntrassen errichtet wurden, hatte auch in Prescott die Bauholzindustrie großen Einfluss auf die Entwicklung. 1890 wurde die Ozan Tumber Company-Plantage gegründet, die sich schnell zu einem regionalen Wirtschaftsmotor entwickelte. Im gleichen Jahr wurde eine weitere Bahnstrecke gebaut, über die ebenfalls lokale Güter transportiert wurden.

## Demographie
Die Volkszählung 2000 ergab eine Einwohnerzahl von 3686, verteilt auf 1421 Haushalte und 912 Familien. Die Bevölkerungsdichte betrug etwa 218 Einwohner pro Quadratkilometer. 53,3 % der Bewohner Prescotts waren Weiße, 44,5 % Schwarze, 1,8 % Hispanics oder Lateinamerikaner, 0,4 % Indianer und unter 0,1 % Asiaten. 1,2 % entstammten einer anderen Ethnizität, 0,6 % hatten zwei oder mehr Ethnizitäten. Das Durchschnittsalter lag bei 37 Jahren, das Pro-Kopf-Einkommen betrug über 11.500 US-Dollar, womit knapp ein Drittel der Einwohner unterhalb der Armutsgrenze lebte.
Bis zur Volkszählung 2010 sank die Einwohnerzahl auf 3296.

## Verkehr
Im Osten der Stadt befindet sich mit dem Kizer Field ein kleiner, regionaler Flughafen. Außerdem führt die Missouri Pacific Railroad durch die Stadt.
Zwei Kilometer westlich der Stadt verläuft die Interstate 30, außerdem verläuft der U.S. Highway 67 parallel zur Eisenbahntrasse durch die Stadt. Im Stadtzentrum befindet sich eine größere Kreuzung, an der sich der U.S. Highway 371, der Arkansas Highway 19, der Arkansas Highway 24 und der Arkansas Highway 332 treffen.